# Reginho
Reginaldo Alves da Silva ou simplesmente Reginho (Recife) é um cantor e compositor brasileiro de brega que ganhou notoriedade nacional com a música "Minha mulher não deixa não".
Deixou a Banda Surpresa, banda que o acompanhava, após tornar-se mais famoso que a banda, e descobrir que a música não era registrada.

## Biografia
No dia 24 de fevereiro de 2011, o ônibus que levava o Reginho e os integrantes da Banda Surpresa, do qual é líder, capotou em Jeremoabo, norte da Bahia e causou a morte do baixista do grupo, deixando uma das dançarinas gravemente ferida. No mesmo mês do acidente, Reginho foi escolhido pelo Ministério da Saúde o garoto-propaganda para o lançamento da campanha de incentivo ao uso de camisinha durante o carnaval do Brasil.
Em 2011 o cantor participou Carnaval de Salvador cantando a música Minha Mulher não Deixa não com a cantora Ivete Sangalo e a banda Asa de Águia. A música Minha Mulher não Deixa não foi a mais tocada em 2011 no Carnaval do Brasil.

## O Escândalo
No dia 29 de novembro de 2010, durante uma reunião entre os membros da Banda Surpresa, lançadora do hit Minha Mulher Não Deixa Não e que acompanhava Reginho em shows e apresentações televisivas, foi falado que a música não era registrada, conforme necessário para receber os direitos autorais e tinham planos de registrá-la o mais breve possível. Reginho, que estava presente na reunião, se dispôs a registrar a canção no dia seguinte, porem, sem que os músicos pudessem esperar, Reginho registrou a música em seu próprio nome, e na mesma semana demitiu os instrumentistas, dizendo que não precisaria mais deles, pois mudaria completamente seu gênero musical no ano de 2011, e desde já, naquele momento, não iria se apresentar mais como um cantor de forró eletrônico. Quando os compositores originais da música, os membros da Banda Surpresa, descobriram o "golpe" e a real intenção de Reginho, trataram de entrar na justiça contra ele, requerendo a reintegração dos direitos autorais, e uma indenização financeira por danos morais. A briga judicial para definir quem é o real compositor da música, se arrasta até os dias de hoje.